# Égligny
Égligny és un municipi francès, situat al departament de Sena i Marne i a la regió de Illa de França. L'any 2007 tenia 330 habitants.
Forma part del cantó de Provins, del districte de Provins i de la Comunitat de comunes Bassée-Montois.

## Demografia

### Població
El 2007 la població de fet d'Égligny era de 330 persones. Hi havia 116 famílies, de les quals 24 eren unipersonals (16 homes vivint sols i 8 dones vivint soles), 40 parelles sense fills, 40 parelles amb fills i 12 famílies monoparentals amb fills.
La població ha evolucionat segons el següent gràfic:
Habitants censats

### Habitatges
El 2007 hi havia 136 habitatges, 119 eren l'habitatge principal de la família, 16 eren segones residències i 1 estava desocupat. Tots els 136 habitatges eren cases. Dels 119 habitatges principals, 88 estaven ocupats pels seus propietaris, 20 estaven llogats i ocupats pels llogaters i 11 estaven cedits a títol gratuït; 9 tenien dues cambres, 19 en tenien tres, 40 en tenien quatre i 51 en tenien cinc o més. 88 habitatges disposaven pel capbaix d'una plaça de pàrquing. A 53 habitatges hi havia un automòbil i a 57 n'hi havia dos o més.

### Piràmide de població
La piràmide de població per edats i sexe el 2009 era:
| Homes | Edats   | Dones |
| ----- | ------- | ----- |
| 0     | 95 o +  | 0     |
| 0     | 90 a 94 | 0     |
| 4     | 85 a 89 | 0     |
| 4     | 80 a 84 | 0     |
| 4     | 75 a 79 | 12    |
| 0     | 70 a 74 | 0     |
| 8     | 65 a 69 | 0     |
| 4     | 60 a 64 | 0     |
| 8     | 55 a 59 | 4     |
| 12    | 50 a 54 | 8     |
| 4     | 45 a 49 | 8     |
| 16    | 40 a 44 | 20    |
| 8     | 35 a 39 | 4     |
| 0     | 30 a 34 | 16    |
| 32    | 25 a 29 | 12    |
| 4     | 20 a 24 | 4     |
| 0     | 15 a 19 | 4     |
| 12    | 10 a 14 | 12    |
| 4     | 5 a 9   | 20    |
| 8     | 0 a 4   | 12    |

## Economia
El 2007 la població en edat de treballar era de 219 persones, 165 eren actives i 54 eren inactives. De les 165 persones actives 152 estaven ocupades (81 homes i 71 dones) i 13 estaven aturades (6 homes i 7 dones). De les 54 persones inactives 14 estaven jubilades, 23 estaven estudiant i 17 estaven classificades com a «altres inactius».

### Ingressos
El 2009 a Égligny hi havia 107 unitats fiscals que integraven 282 persones, la mediana anual d'ingressos fiscals per persona era de 17.884 €.

### Activitats econòmiques
Dels 6 establiments que hi havia el 2007, 1 era d'una empresa extractiva, 3 d'empreses de construcció, 1 d'una empresa de comerç i reparació d'automòbils i 1 d'una empresa classificada com a «altres activitats de serveis».
Els 2 serveis als particulars que hi havia el 2009 eren lampisteries.
Dels 2 establiments comercials que hi havia el 2009, 1 era una botiga d'electrodomèstics i 1 una botiga de mobles.
L'any 2000 a Égligny hi havia 4 explotacions agrícoles.

## Equipaments sanitaris i escolars
El 2009 hi havia una escola elemental integrada dins d'un grup escolar amb les comunes properes formant una escola dispersa.

## Poblacions més properes
El següent diagrama mostra les poblacions més properes.